# (12101) Trujillo
(12101) Trujillo est un astéroïde de la ceinture principale.

## Description
(12101) Trujillo est un astéroïde de la ceinture principale. Il fut découvert le 1er mai 1998 par le programme LONEOS à la station Anderson Mesa. Il présente une orbite caractérisée par un demi-grand axe de 2,7065054 UA, une excentricité de 0,0939075, une inclinaison de 10,26251224° par rapport à l'écliptique, et une période orbitale de 1 885,58 jours (5,16 années).
Il fut nommé en l'honneur de l’astronome américain Chadwick Trujillo, né en 1973, chercheur au CalTech, qui s’est spécialisé dans l’étude des objets de la ceinture de Kuiper. Il y poursuit des études sur ces objets, leur distribution orbitale et conduit des statistiques sur cette population de corps célestes.

## Compléments